# Zhao pengyou
Nach Freunden suchen (Zhao pengyou) ist ein chinesisches Kinderlied. Es lehrt die Kinder, freundlich zueinander zu sein. Das Lied steht im 2/4-Takt und wird relativ schnell gesungen. Es wird auch häufig im Chinesisch-Sprachunterricht verwendet.

## Text
| chin.                                                                     | Pinyin | Übersetzung |
| ------------------------------------------------------------------------- | --- | --- |
| 找呀找呀找朋友， 找到一个好朋友。 敬个礼，握握手， 你是我的好朋友。 再见! | Zhǎo ya zhǎo ya zhǎo péngyou. Zhǎodào yí gè hǎo péngyou. Jìng gè lǐ, wò wò shǒu. Nǐ shì wǒ de hǎo péngyou. Zàijiàn! | Suchen, suchen, nach Freunden suchen. Ich habe einen guten Freund gefunden. Wir begrüßen uns, schütteln die Hände. Du bist mein guter Freund! Auf Wiedersehen! |

## Videos
- Zhao Pengyou (Kinderballett)